# 斯洛文尼亞交通
斯洛維尼亞是東歐最經濟最發達的國家之一，交通十分便利。由於地理位置良好，許多前往巴爾幹半島與亞德里亞海濱的遊客有90%會經過斯洛文尼亞的領土，所以交通非常繁忙。

## 鐵路

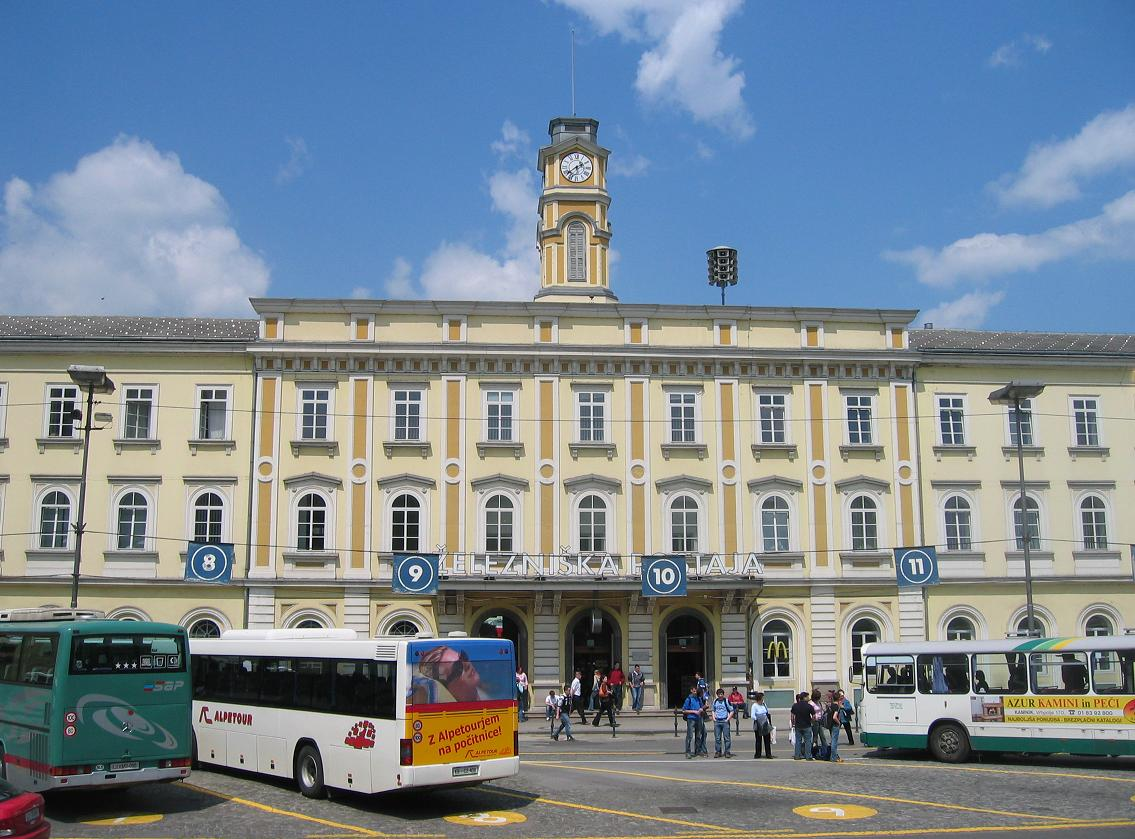
盧布爾雅那車站

斯洛維尼亞鐵路總長1229公里，其中雙軌鐵路330公里，電氣化鐵路504公里，2010年鐵路運輸的周轉量為7.5億人/公里；貨運周轉量為31億噸/公里。斯洛維尼亞的鐵路可與奧地利、義大利、克羅埃西亞與匈牙利等鄰國鐵路連接。

## 公路
斯洛維尼亞公路全長約20,226公里，由盧布爾雅那經弗爾赫尼卡、波斯托伊那至拉茲德爾托是境內的主要高速公路，全國高路公路全長約457公里。

## 航空
斯洛維尼亞國內有3座國際機場，其中最大的是盧布爾雅那約熱·普奇尼克機場，其餘尚有馬里伯爾愛德華·盧希揚機場與波爾托羅日機場。亞德里亞航空曾為為斯洛維尼亞的國家航空公司，主要經營歐洲範圍內的定期航班，並提供前往歐洲以及中東部分城市的包機服務；於2019年宣布破產後停止營運，目前斯國尚無本國航空公司營運中。

## 海運

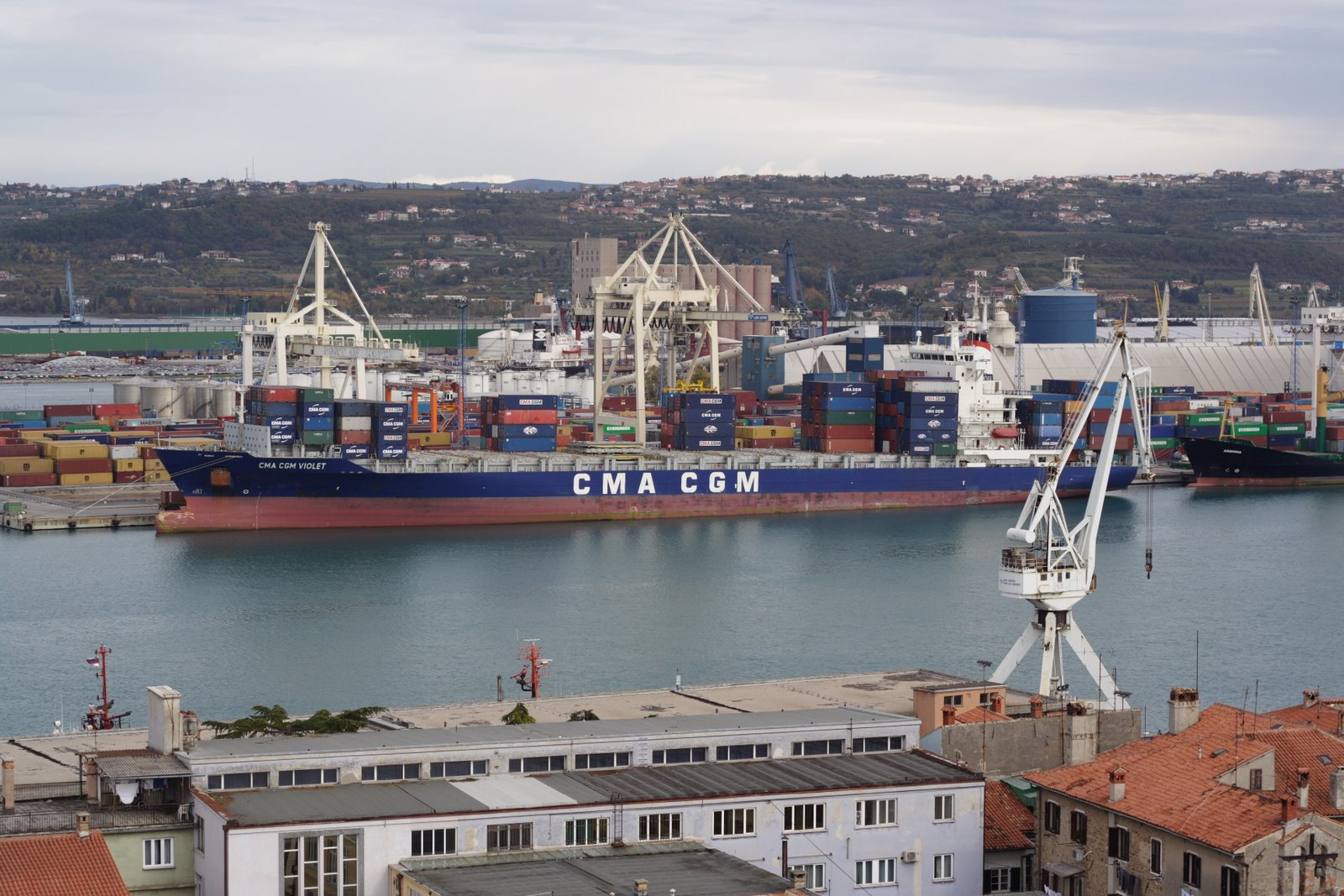
科佩爾港

海運發達，海上航線總長1.7775萬公里，主要港口有科佩爾港、伊佐拉港與皮蘭港，其中科佩爾港為最大港口。